# Georges Rivière
Georges Rivière (Vaugirard, 29 marzo 1855 – Parigi, 16 febbraio 1943) è stato un pittore, critico d'arte e collezionista d'arte francese.
Ha diretto il giornale L'Impressionniste e altre pubblicazioni critiche nei confronti degli artisti impressionisti.

## Biografia
Georges Rivière divenne amico intimo del pittore impressionista Pierre-Auguste Renoir, che incontrò alla prima mostra impressionista nel 1874. Renoir raffigurò lo scrittore in uno dei suoi dipinti più famosi, Bal du moulin de la Galette, dipinto nel 1876.
La collaborazione di Georges Rivière con gli artisti del circolo impressionista francese si sviluppò quando fondò il giornale L'Impressionniste in occasione della terza esposizione impressionista nel 1877 . Rivière curò i cinque numeri pubblicati nell'aprile di quell'anno , e i suoi testi critici furono talvolta gli unici a mettere in risalto gli artisti raggruppati attorno a Renoir.
Nell'anno successivo alla morte di Renoir, avvenuta nel 1920, e fino alla sua morte avvenuta nel 1943, Rivière pubblicò diverse monografie dedicate ai principali rappresentanti dei movimenti impressionista e postimpressionista, tra cui quelle sul suo amico Paul Cézanne, Pierre-Auguste Renoir ed Edgar Degas.
Il suo ritratto di Renoir (1877) riprodotto di fronte apparteneva intorno al 1966 alla collezione dei coniugi Paul Mellon o a quella della signora Mellon Bruce (riprodotto al n. 103 del catalogo della mostra di dipinti francesi alla National Gallery of Art di Washington nel 1966).
Morì il 16 febbraio 1943 nella sua casa al 205 bis di boulevard Raspail nel 14º arrondissement di Parigi.

## Famiglia

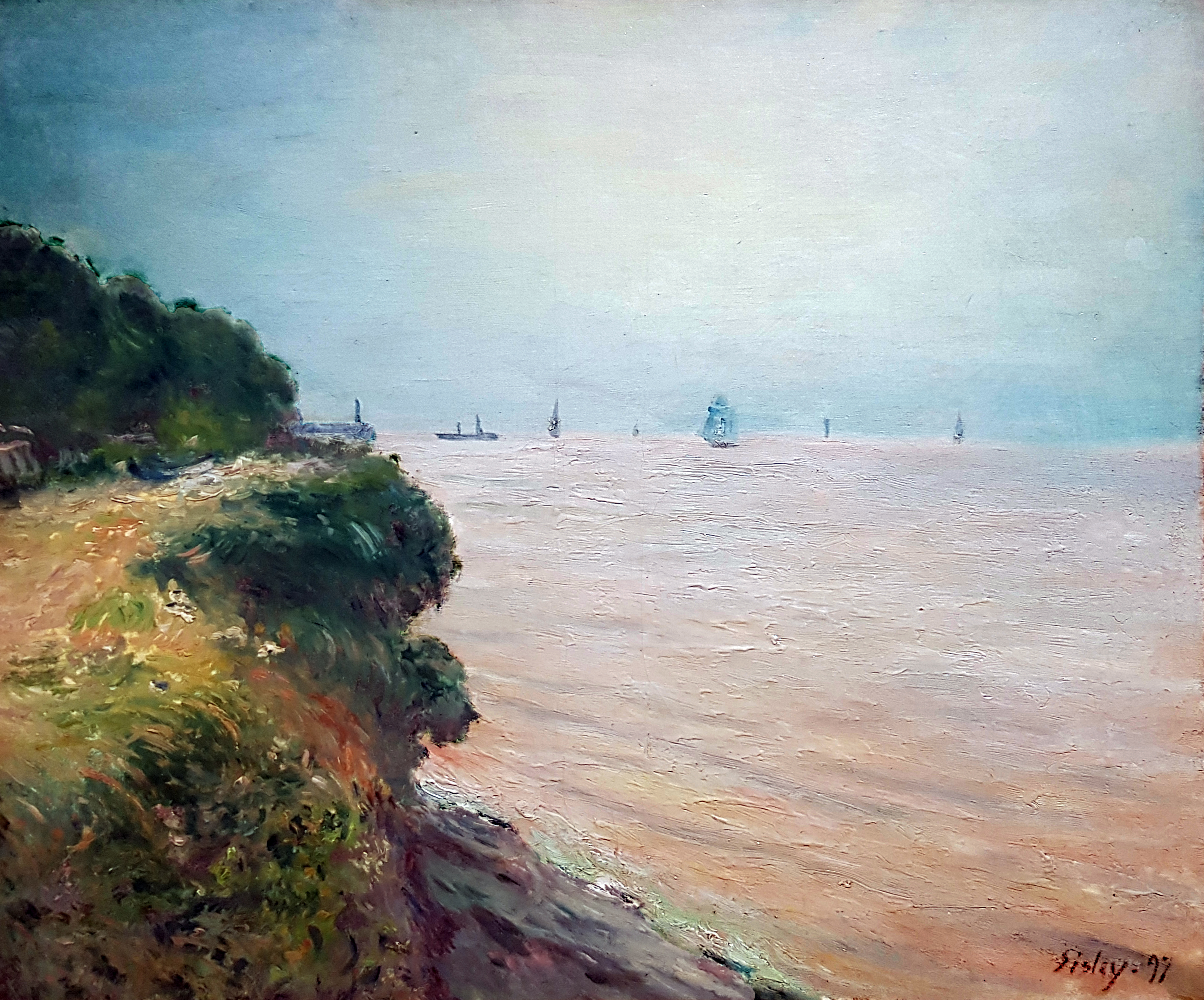
Alfred Sisley, Langland Bay (1897), ex collezione Georges Rivière. Colonia, Museo Wallraf-Richartz.

Le sue figlie, Renée e Hélène Rivière, sposarono rispettivamente Paul Cézanne junior, figlio di Paul Cézanne e Edmond Renoir junior, figlio del fratello di Pierre-Auguste Renoir, Edmond Renoir.

## Pubblicazioni

### Libri
- Renoir et ses amis, Parigi, Librairie Henri Floury, 1921
- Il Maestro Paul Cézanne, Parigi, Librairie Henri Floury, 1923
- Cézanne, il pittore solitario, Parigi, Librairie Henri Floury, 1933
- Sig. Degas, borghese di Parigi , Parigi, Libreria Henri Floury, 1935

### Articoli
- L'Exposition des impressionnistes, L'Impressionniste, n. 2, 14 aprile 1877
- Avons-nous encore un art français?, L'Art vivant, n. 138, 11 settembre 1930, p. 721-722